# Perémy Gábor
Perémy Gábor Gedeon (Budapest, 1899. október 1. – Budapest, 1961. március 30.) belgyógyász, egyetemi tanár, az orvostudományok kandidátusa (1952).

## Élete
Perémy Dezső (1864–1921) orvos és kassai Raisz Hermina Ilona Gizella (1870–1936) fiaként született. Anyai nagyapja Raisz Gedeon (1839–1908) miniszteri tanácsos, országos közegészségügyi felügyelő, nagybátyja Perémy Gábor (1872–1946) ügyvéd, törvényszéki tanácselnök, táblabíró volt.
Középiskolai tanulmányait 1909 és 1917 között a Kegyes-tanítórendiek Budapesti Főgimnáziumában végezte. 1917. október 15-től az első világháború végéig katonai szolgálatot teljesített Erdélyben és az olasz harctéren. A budapesti Pázmány Péter Tudományegyetemen 1922. november 4-én avatták orvosdoktorrá. Orvostanhallgatóként az Orvostanhallgatók Segítő Egyesülete pályázatán Az agyvelőkéreg működéséről című művével pályadíjat nyert.
1922. szeptember 1-jétől 1923. augusztus 31-ig terjedő időre kinevezték az Általános Kór- és Gyógytani Tanszék mellé díjtalan gyakornokká. 1923. szeptember 1-től a IV. sz. Belklinika díjtalan gyakornoka, 1926 és 1928 között díjas gyakornoka, 1928–1929-ben fizetéstelen tanársegéde, majd 1929–1930-ban az I. sz. Belklinika fizetéstelen tanársegéde, 1930 és 1936 között tanársegéde, 1936-tól 1941-ig adjunktusa volt.
1934-ben jogosulttá vált a belbetegségek és idegbetegségek szakorvosa cím használatára. 1935 februárjában a budapesti Pázmány Péter Tudományegyetem Orvostudományi Karán az idegbetegségek diagnosztikája című tárgykörből magántanárrá habilitálták. Két évvel később képesítési tárgykörét kiterjesztették a belorvosi diagnosztika című tárgykörre. 1942. augusztus 8-án egyetemi rendkívüli tanári címet kapott.
1924. november 1-től 1930. április 30-ig mint segédorvos, majd szaksegéd dolgozott a Magánalkalmazottak Biztosító Intézetének (MABI) esti, utóbb déli belgyógyászati rendelésén. 1941. szeptembertől 1961-ig a budapesti Horthy Miklós-közkórház (1945-től Bajcsy-Zsilinszky Kórház) osztályvezető főorvosa volt.
Többször járt külföldön tanulmány céljából. Tanulmányozta Berlin, Heidelberg, München, Drezda, Göttingen, London, Oxford, Cambridge egyetemi intézményeit és orvostudományi intézeteit.
A budapesti Farkasréti temetőben nyugszik.

### Családja
Felesége dr. Herzog Mária volt, Herzog Pál lánya. Fia Perémy Gábor.

## Művei
- Synthalinkezelés folyamán támadt tetaniform görcsök. (Orvosi Hetilap, 1927, 19.; németül: Tetaniforme Krämpfe während der Synthalin behandlung. Wiener klinische Wochenschrift, 1927)
- A pyramispálya sérülését jelző Juster-féle kézreflexről. (Orvosi Hetilap, 1929, 24.; németül: Über den diagnostischen Wert des Handreflexes von Juster. Deutsche Zeitschrift für Nervenheilkunde, 1929)
- Vizsgálatok egészségesek és belsősecretiós betegek vízforgalmáról. (Magyar Orvosi Archívum, 1930, 31.; németül: Untersuchungen über den Wasserstoffwechsel bei Gesunden und innersekretorischen Kranken. Zeitschrift für klinische Medizin, 1930)
- Carcinoma és essentialis hypertonia. (Orvosi Hetilap, 1930, 44.)
- Ikterusos betegek acholuriája veseinsufficientia folytán. (Orvosi Hetilap, 1932, 3.)
- Amino-nitrogen meghatározások izületi és belső secretiós betegségekben. Feledy Kálmánnal. (Magyar Orvosi Archívum, 1932, 33.; németül: Aminostickstoffbestimmungen bei Erkrankungen der inneren Sekretion und bei Gelenkkrankheiten. Zeitschrift für klinische Medizin, 1931)
- A chronaxia agyvelői izomsorvadásban. (Orvosi Hetilap, 1932, 45.)
- Vizsgálatok a nyugalmi izomtónusról a Herzog-féle myotonometerrel egészségeseken és betegeken. – Chronaxia vizsgálatok az izmok vegetativ beidegzéséről egészségeseken, Addison-kóros és izomdistrophiás betegeken. Taubinger Lászlóval. (Magyar Orvosi Archívum, 1933, 34.)
- A chronaxiáról. (Orvosképzés, 1934, 3.)
- A hypophysis daganatai. (Orvosképzés, 1934, 5.)
- A combizmok nyugalmi tónusának mérése. (Magyar Orvosi Archívum, 1935, 36.)
- Vasomotoros zavar intermittáló sántítással encephalitis után. (Orvosi Hetilap, 1935, 40.)
- Újabb ismereteink a chronaxiáról. (Orvosi Hetilap, 1936, 29.)
- Idegrendszeri tünetek a vér és az anyagcsere betegségeiben. (Orvosképzés, 1937, 2.)
- A táplálkozásról. (Orvosképzés, 1940, 4.)
- A splenomegaliákról. (Orvosképzés, 1941, 2.)
- Anyagcsere-kísérletek különféle táplálékfehérjékkel. Petrányi Gyulával, Sármai Ernővel. (Orvosi Hetilap, 1942, 9.)
- Belorvosi diagnosztika. I–III., Budapest, 1945–1949